# Boštjan Meglič
Boštjan Meglič, slovenski bobnar, * 30. avgust 1979.
Meglič je ustanovni član skupine Siddharta, v skupini igra bobne. Je mlajši brat frontmana Tomija Megliča.